# Cacula
Cacula är en kommun i Angola.   Den ligger i provinsen Huíla, i den västra delen av landet, 600 kilometer söder om huvudstaden Luanda.
Omgivningarna runt Cacula är huvudsakligen savann. Runt Cacula är det glesbefolkat, med 16 invånare per kvadratkilometer.